# La suerte dormida
La suerte dormida es una película española de 2003 dirigida por Ángeles González-Sinde.

## Argumento
Amparo (Adriana Ozores) es una abogada que ha perdido a su marido y a su hijo en un accidente de coche, en el que ella era la conductora. Intenta salir adelante siguiendo con la misma rutina de siempre, pero el dolor continúa estando en su interior.
Un día tiene que defender un caso de indemnización por la muerte de una persona. Al principio no quiere saber nada de ello, pero poco a poco va a convertirse en una obsesión...

## Producción y rodaje
La película comenzó a rodarse en octubre de 2002 y terminó su filmarse en marzo de 2003. Tuvo un rodaje con diversas interrupciones. Las localizaciones se dieron en Madrid.

## Comentarios
Es la primera película de la directora, basada en hechos reales.

La historia comienza antes de que la película fuera realizada, cuando un hombre muere a causa de una hipotermia tras caerse en una mina de sepiolita. La familia acude a un abogado que se encarga de llevar el caso a juicio. Tiempo después, el abogado decide contarle la historia del caso a Ángeles González-Sinde (directora de la película).

El hecho de que una ficción esté basada en un hecho real no cambia las cosas; los hechos reales son también historias, son construcciones de la realidad que nos hacemos, son formas de ver lo que sucede y, como todo, también tienen punto de vista.

Un título que se barajó para esta película fue: "Historia de un avestruz en un campo de arena", aunque la repentina muerte de Dulce Chacón antes del estreno y con su última novela "La voz dormida" recién editada llevó al equipo de la película a cambiar el nombre en homenaje tanto a la recién fallecida Dulce Chacón, como a su última novela llevada al cine años más tarde por Benito Zambrano.

## Premios
Premios Goya 2004
| Categoría                 | Persona                | Resultado |
| ------------------------- | ---------------------- | --------- |
| Mejor director novel      | Ángeles González Sinde | Ganadora  |
| Mejor actriz protagonista | Adriana Ozores         | Nominada  |

Medallas del Círculo de Escritores Cinematográficos de 2003
| Categoría              | Persona        | Resultado |
| ---------------------- | -------------- | --------- |
| Mejor actriz           | Adriana Ozores | Nominada  |
| Mejor actor secundario | Pepe Soriano   | Ganador   |

- Premio Turia al mejor trabajo novel (2003)[12]

## Reparto
| Intérprete            | Personaje                |
| --------------------- | ------------------------ |
| Adriana Ozores        | Amparo                   |
| Félix Gómez           | Agustín                  |
| Pepe Soriano          | José                     |
| Carlos Kaniowsky      | Floro                    |
| Fanny de Castro       | Rosa                     |
| Chani Martín          | Genaro                   |
| Antonio Muñoz de Mesa | Peláez                   |
| Josu Ormaetxe         | Jefe de obra             |
| Pilar Castro          | Sonia                    |
| Joaquín Climent       | Hormaeche                |
| Francesc Orella       | Miguel Ángel             |
| Fernando Soto         | Trabajador 2             |
| Ana Wagener           | Begoña Castilla          |
| Alfonso Vallejo       | Chacón                   |
| María Jesús Hoyos     | María Jesús Hoyos        |
| Velilla Valbuena      | Funcionaria embarazada   |
| Ramiro Alonso         | Soto                     |
| David Luque           | Jaime Medina             |
| Ángel Amorós          | Leonardo Medina          |
| Amalia Muñoz          | Niña 1                   |
| Sandro Polo           | Sobrino de Genaro        |
| Helena Castañeda      | Secretaria de inspección |
| María Jesús Ruz       | Madre                    |
| Susana Sánchez        | Recepcionista            |
| Eva Yuste             | Chica biblioteca         |
| Felipe García Vélez   | Padre de Agustín         |
| Alicia Marina         | Secretaria               |
| Inés Castellanos      | Inés hija Begoña         |